# جين فرديناند
جين فرديناند (بالإنجليزية: Jeanne Ferrante)‏ (و. 1949  م) هي عَالِمَة حاسوب، ومهندسة أمريكية، هي عضوةٌ في معهد مهندسي الكهرباء والإلكترونيات، ورابطة مكائن الحوسبة.

## التعليم
تعلمت في معهد ماساتشوستس للتكنولوجيا، وتحصلت منها على دكتوراة في الفلسفة (حتى 1974)، وجامعة هوفسترا، وتحصلت منها على بكالوريوس في الفنون (حتى 1969).

## جوائز
حصلت على جوائز منها:
- جائزة الإنجاز في مجال لغات البرمجة ‏ (2006)
- زمالة رابطة مكائن الحوسبة [الإنجليزية]‏ (1996)
- زمالة جمعية للآلات البرمجية
- زمالة معهد مهندسي الكهرباء والإلكترونيات.